# Rue André-Theuriet (Paris)
Pour les articles homonymes, voir Rue André-Theuriet.
La rue André-Theuriet est une voie du 15e arrondissement de Paris, en France.

## Situation et accès

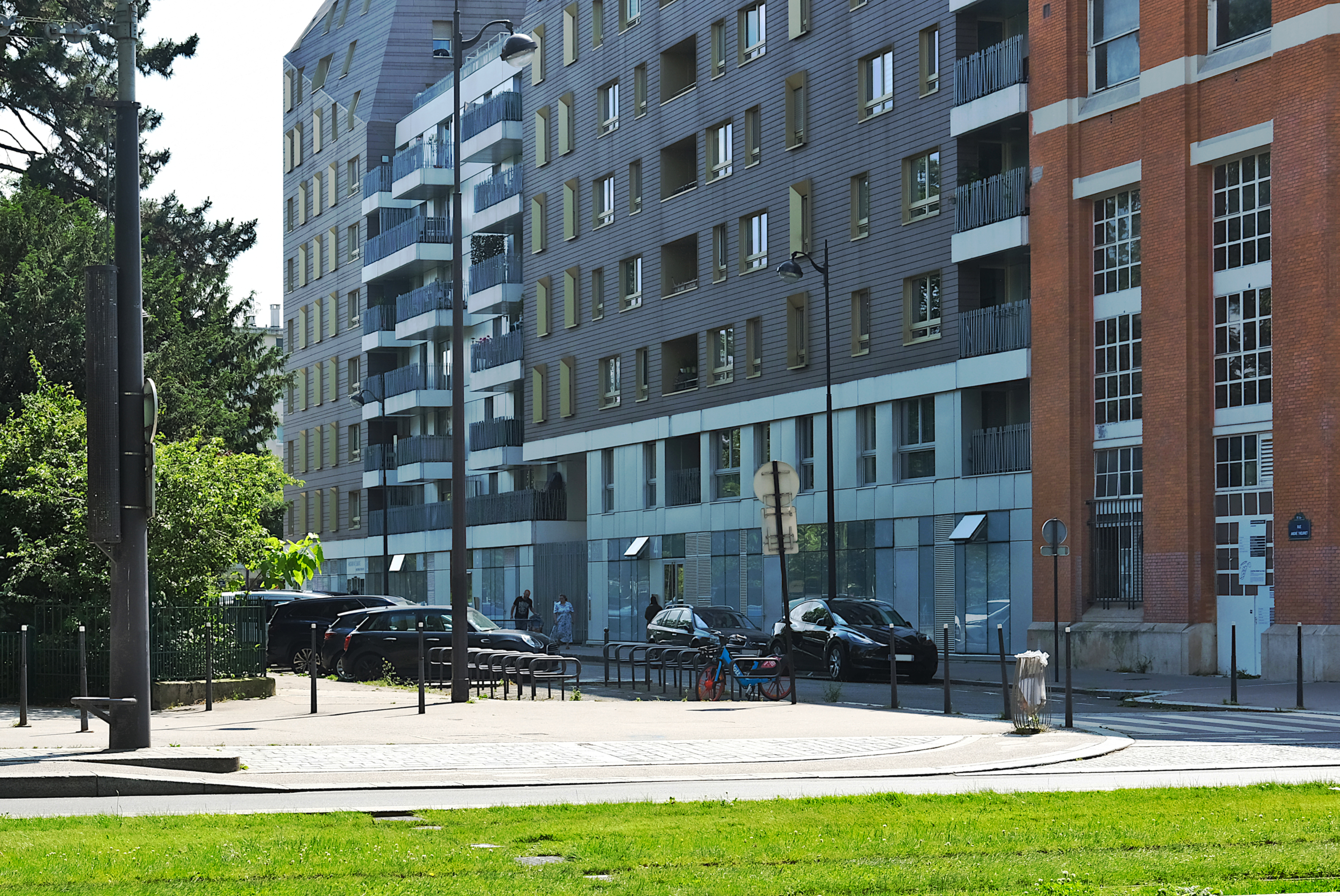
La rue André-Theuriet vue du boulevard Lefebvre en 2024.

La rue André-Theuriet est une voie publique située dans le 15e arrondissement de Paris qui débute boulevard Lefebvre et se termine avenue Albert-Bartholomé. 
Cette voie présente la particularité de longer sur la totalité de son côté gauche un jardin, le square du Docteur-Calmette.

## Origine du nom
Son nom lui a été donné en mémoire de l'homme de lettres André Theuriet (1833-1907).

## Historique
La voie a été ouverte et a pris sa dénomination actuelle en 1933 sur l'emplacement du bastion no 74 de l'enceinte de Thiers.